# روز خشم (نیایش لاتین)

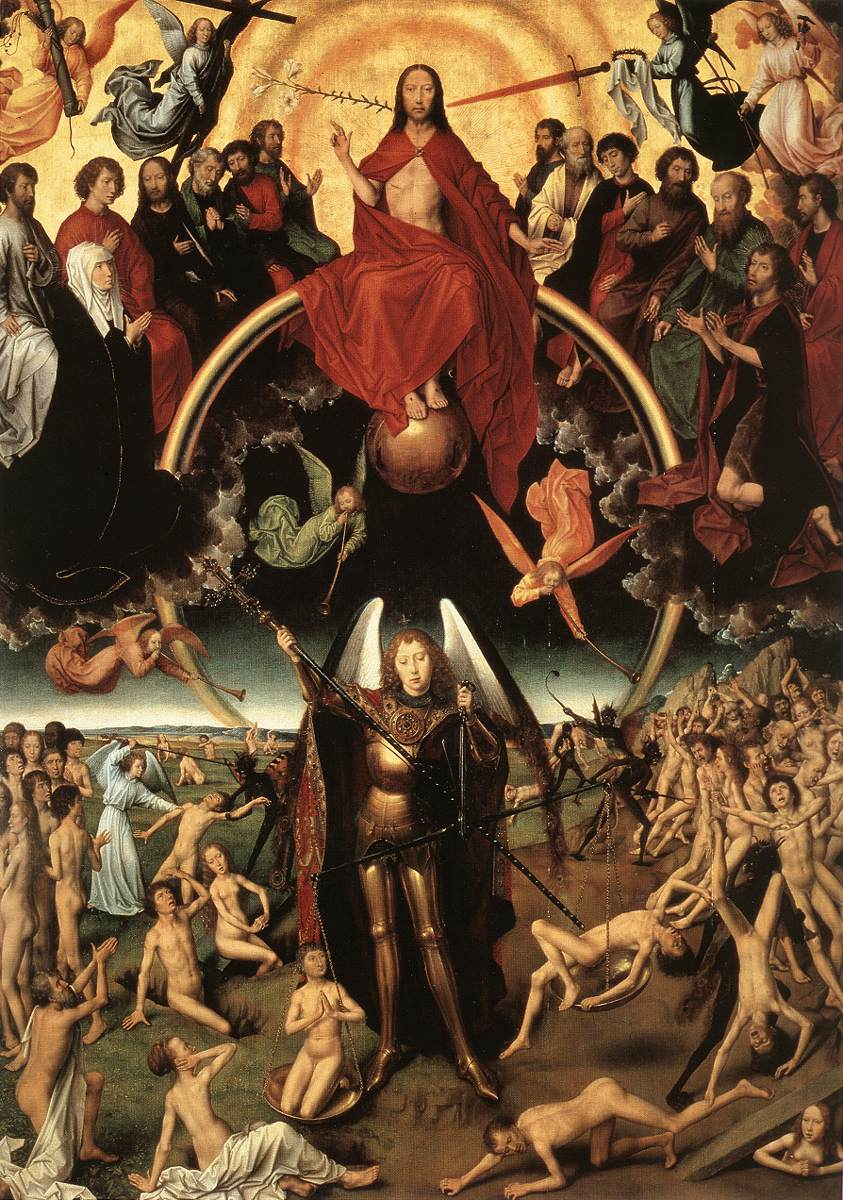
پنل وسط تابلوی روز حساب هانس مملینگ (حدود ۱۴۶۷–۱۴۷۱)

روز خشم (به لاتین: "Dies irae") سرودی گریگوری لاتینی است که به توماس سلانوی فرانسیسکنی یا به مالابرانکا اورسینی نسبت داده می‌شود. پیشینه این سرود به قرن سیزدهم میلادی برمیگردد، اگرچه احتمال دارد بسیار قدیمی تر باشد؛ طوری که برخی منشأ آن را سنت گریگوری بزرگ (متوفی ۶۰۴)، برنارد کلیرو (۱۰۹۰–۱۱۵۳) یا بوناونتوره(۱۲۲۱–۱۲۷۴) می دانند.از مشهور ترین آثاری که بر اساس این سرود ساخته شده، میتوان رقص مردگان، اثر فرانتز لیست را نام برد.

## متن
| متن اصلی                                                                                  | برگردان فارسی                                                                                 |
| ----------------------------------------------------------------------------------------- | --------------------------------------------------------------------------------------------- |
| Dies iræ, dies illa, Solvet sæclum in favilla: Teste David cum Sibylla.                   | روز خشم است، آن روز هولناک، که گیتی شود خاکستر و خاک، چنان که داوود و سیبل گفته‌اند پاک.       |
| Quantus tremor est futurus, Quando iudex est venturus, Cuncta stricte discussurus!        | چه لرزشی فراخواهد رسید، چو داور از آسمان فرود آید پدید، تا هر نهان را به داوری کشد امید.      |
| Tuba, mirum spargens sonum Per sepulchra regionum, Coget omnes ante thronum.              | بوقی با آوایی شگرف و بلند، بر گورهای جهان بزند پِی‌کَند، و همگان را به پیشگاه برَند.              |
| Mors stupebit, et natura, Cum resurget creatura, Iudicanti responsura.                    | مرگ و طبیعت در شگفت شوند، چو آفریدگان ز خواب برخیزند، تا پاسخ داور را دهند، نه پنهان بمانند.  |
| Liber scriptus proferetur, In quo totum continetur, Unde mundus iudicetur.                | کتابی نوشته به میان آید راست، که در آن همه کردار هست به‌جاست، و گیتی از آن یابد داوری و خواست. |
| Iudex ergo cum sedebit, Quidquid latet, apparebit: Nil inultum remanebit.                 | چون داور بر تخت خویش نشیند، هر نهانی برون آید و بینَد، و هیچ گناه بی‌پاسخ نمانَد.                |
| Quid sum miser tunc dicturus? Quem patronum rogaturus, Cum vix iustus sit securus?        | من ناتوان چه گویم در آن زمان؟ از که خواهم پشتیبان و امان؟ چو پارسا نیز باشد در گمان.          |
| Rex tremendæ maiestatis, Qui salvandos salvas gratis, Salva me, fons pietatis.            | شهریار شکوه بی‌کران، که نجات می‌بخشی بی‌تاوان، رهایی‌ام ده، ای سرچشمهٔ مهر و ایمان.                |
| Recordare, Iesu pie, Quod sum causa tuæ viæ: Ne me perdas illa die.                       | به یاد آر، ای مهرآیین عیسا، که ره‌پوی توام، در آغاز و انتها، مگذارم گم شوم در آن روز بلا.      |
| Quærens me, sedisti lassus: Redemisti Crucem passus: Tantus labor non sit cassus.         | در پی‌ام رفتی، خسته و ناتوان، با رنج صلیب، دادی‌ام جان، مگذار این رنج گردد بی‌نشان.              |
| Iuste Iudex ultionis, Donum fac remissionis Ante diem rationis.                           | داور داد و کیفر، ای دادگر، بخشش ارزانی‌دارم پیش از آن سحر، پیش از روزی که سنجند خیر و شر.      |
| Ingemisco, tamquam reus: Culpa rubet vultus meus: Supplicanti parce, Deus.                | ناله برآرم چون بزه‌کار، رخم سرخ از گناه آشکار، به زاری‌ام رحم آور، ای کردگار.                   |
| Qui Mariam absolvisti, Et latronem exaudisti, Mihi quoque spem dedisti.                   | تو که مریم را بخشیدی بی‌گناه، و دزد توبه‌کار را کردی همراه، به من نیز دادی امید و پناه.         |
| Preces meæ non sunt dignæ: Sed tu bonus fac benigne, Ne perenni cremer igne.              | نیایشم شایسته نیست ای خدا، تو نیک‌سرشت، ده به من عطا، مگذار سوزم در آتش بی‌انتها.               |
| Inter oves locum præsta, Et ab hædis me sequestra, Statuens in parte dextra.              | در میان برّه‌گانم جای ده، از بزهای نفرین‌زده رهایم ده، سوی دست راست، به جایگه هدایت‌ده.           |
| Confutatis maledictis, Flammis acribus addictis, Voca me cum benedictis.                  | چو نفرین‌شدگان به آتش روند، در لهیب دوزخ گرفتار شوند، مرا بخوان با نیک‌رفتاران بلند.            |
| Oro supplex et acclinis, Cor contritum quasi cinis: Gere curam mei finis.                 | به زاری و فروتنی دعا کنم، دل شکسته‌ام خاکستر شود در غم، نگهبان باش پایانم را، ای ارم‌گَم.        |
| Lacrimosa dies illa, Qua resurget ex favílla Iudicandus homo reus: Huic ergo parce, Deus: | روز اشک‌بار و اندوه‌بار، که انسان گناه‌کار برخیزد ز غبار، پس بر او ببخش، ای پروردگار.            |
| Pie Iesu Domine, Dona eis requiem. Amen.                                                  | عیسی مهربان و راستین، آرامش ده ایشان را، ای نگین. آمین.                                       |

## موسیقی

### ارجاعات
از این ملودی گریگوری به عنوان زمینه موسیقایی در بسیاری از ساخته‌های کلاسیک، موسیقی فیلم ها و آثار محبوب مورد استفاده قرار گرفته‌است؛
از جمله:
- فرانتز لیست - رقص مردگان
- رابرت لوپز و کریستن اندرسون-لوپز - Frozen II (موسیقی متن)، " به ناشناخته "
- کامی سن-سانس - رقص مردگان (سن-سانس)، سمفونی شماره ۳ (سمفونی ارگان)، رکویم
- سرگئی راخمانینف - سمفونی شماره ۱، Op. 13؛ سمفونی شماره ۲، Op. 27؛ سمفونی شماره ۳، Op. 44؛ Isle of the Dead , Op. 29 سمفونی کرال The Bells , Op. 35؛ راپسودی در موضوعی از پاگانینی، Op. 43؛ رقص‌های سمفونیک، Op. 45، سونات پیانو شماره ۱، Études-Tableaux , Op. 39 شماره ۲

- پیوتر ایلیچ چایکوفسکی - سمفونی مانفرد، مجموعه ارکستر شماره 3[۲]
- Marc-Antoine Charpentier - Prose des morts "Dies irae" H 12 (1670)
- توماس آدس - رقص مردگان
- شارل والنتین آلکان - Souvenirs: Trois morceaux dans le genre pathétique , Op. 15 (شماره ۳: مرت)
- ارنست بلوک - Symphonique Suite
- هکتور برلیوز - سمفونی فانتاستیک، رکوئیم
- یوهانس برامس - شش قطعه برای پیانو، Op. 118، شماره ۶، Intermezzo در مینور E-flat
- وندی کارلوس و راشل الکیند - The Shining، ۱۹۸۰
- Mario Castelnuovo-Tedesco - 24 Caprichos de Goya , Op. 195: "XII. بدون hubo remedio» (صفحه ۲۴)
- جرالد فرید - بازگشت دراکولا، ۱۹۵۸
- جری گلداسمیت - The Mephisto Waltz (1971) و Poltergeist (1982) - استفاده در آهنگ "فرار از حومه شهر"
- چارلز گونود - اپرا فاوست، اقدام ۴
- جوزف هایدن - سمفونی شماره ۱۰۳، "The Drumroll"
- گوستاو هولست - سیارات، جنبش ۵، "زحل، آورنده پیری"؛ Ode to Death برای گروه کر و ارکستر (۱۹۱۹)
- آرتور هونگر - La Danse des Morts , H. 131
- آرام خاچاتوریان - سمفونی شماره ۲
- گوستاو مالر - سمفونی شماره ۲، حرکات ۱ و ۵
- مودست موسورگسکی - آهنگ‌ها و رقص‌های مرگ، شماره ۳ "ترپاک"
- نیکولای میاسکوفسکی - سمفونی شماره ۶، Op. 23
- اتورینو رسپیگی- اواخر حرکت دوم Impressioni Brasiliane (برداشت برزیل)
- لئونارد روزنمن - اتومبیل (۱۹۷۷)
- دیمیتری شوستاکوویچ - سمفونی شماره ۱۴؛ بویایی، Op. 13 - شماره ۷، "رقص مرگ"
- استفان سوندهایم - سوئینی تاد - به نقل از "تصنیف سوئینی تاد" و همراهی با "Epiphany"
- اوژن ایزایی - سونات ویولن انفرادی در یک مینور، Op. 27، شماره ۲ "وسواس"
  - انیو موریکونه - "Penance" برای The Mission